# Compensation en droit civil français
Pour les articles homonymes, voir Compensation.
Le droit civil français définit la compensation comme la situation dans laquelle les parties d'une obligation sont débitrices l'une envers l'autre. La compensation s'opère entre les dettes des deux parties, et éteint ces dettes à concurrence de leur montant respectif. Le jeu de la compensation concourt ainsi à la satisfaction indirecte des créanciers. Antérieurement à l'ordonnance du 10 février 2016 portant réforme du droit des contrats, le mécanisme de la compensation était régi à l'article 1290 du code civil. L'article 1347 du code civil l'a remplacé. Selon ses termes ; "La compensation est l'extinction simultanée d'obligations réciproques entre deux personnes. Elle s'opère, sous réserve d'être invoquée, à due concurrence, à la date où ses conditions se trouvent réunies". Le processus de compensation est désormais régi par les articles 1347 et suivants du code civil.

## La notion de compensation
De manière générale, la compensation désigne les situations où les parties d'une obligation sont débitrices l'une envers l'autre. 

La compensation peut être matérielle ou financière ou encore environnementale, morale, immatérielle... Elle s'apprécie au regard de critères quantitatifs et qualitatifs (patrimonialité notamment). 
Dans le domaine de l'environnement et des études d'impacts, en France (depuis 1976), pour certains projets et travaux, des mesures compensatoires visent à apporter des solutions aux problèmes qui n'ont pas pu être réglés par les mesures conservatoires. La loi Grenelle II a complété le corpus réglementaire de la compensation en intégrant, d'une manière mieux définie dans son champ la réparation de la fragmentation des continuités écologiques), et en précisant les obligations de suivi et contrôle.

Dans le même temps, l'Europe a intégré la notion de compensation dans le droit communautaire (directive Habitats, réseau Natura 2000, directive Projets et Plans et programmes). 
Concernant la notion de remboursement de la dette écologique induite par un aménagement ou résultant d'autres activités anthropiques, depuis quelques années de nouveaux concepts sont apparus, surtout testés dans les pays anglosaxons (États-Unis, Australie, Allemagne) d'« offre de compensation » ou de « banques de compensation ». L'offre de compensation a été testée pour la première fois en 2008 en France avec une opération de la CDC Biodiversité sur le site Cossure (région PACA) pour la restauration écologique d'un milieu steppique de type coussoul dans une région menacée par une forte pression d'aménagement. Dans ces cas, en France, l'offre de compensation (« comme toute mesure compensatoire, le principe d'équivalence écologique et territoriale entre les impacts résiduels d’un projet et les gains issus de mesures compensatoires doit reposer sur des critères et méthodes robustes, afin de pouvoir comparer, le moment venu, les types de compensations que l'opération expérimentale peut apporter et les obligations de compensation des maîtres d'ouvrage » ;
La communauté internationale via l'ONU et l'UICN demande aux États d'aussi veiller à mieux compenser les atteintes à la biodiversité (principe de la « juste compensation » (parfois et de plus en plus souvent en dernier recours, la Compensation ne se fait que via « un transfert financier et non directement « en nature » »), nécessaire « lorsque l'aménageur n’a pu ni éviter ces pertes ni les réduire ».

### Utilité de la compensation
La compensation présente deux utilités :
- elle simplifie les rapports en droit entre les personnes ;
- elle garantit la satisfaction de l'une et l'autre des parties.

### Sources de la compensation
La compensation a lieu de plein droit quand les conditions de la compensation légale sont réunies, pour autant qu'elle ait été invoquée. Cependant, les parties peuvent considérer leurs dettes comme subjectivement compensables, auxquelles la compensation conventionnelle prendra effet à la date de conclusion du contrat. Enfin, une compensation judiciaire a lieu lorsque le juge confère l'exigibilité d'une dette, afin d'assurer le jeu de la compensation.

## Le régime de la compensation légale
La compensation suppose l'existence de créances (et de dettes) réciproques entre le créancier et le débiteur d'une obligation. Certaines conditions relatives aux qualités des créances sont nécessaires au jeu de la compensation. D'autres conditions font obstacle à toute compensation.

### Les conditions positives de la compensation
Les créances doivent réunir quatre qualités pour être légalement compensables.

#### La réciprocité
La réciprocité est la condition essentielle de la compensation. Les deux parties à la compensation doivent être simultanément et personnellement créancières et débitrices au même moment. Le critère de la personnalité exclut les mandataires du champ de la compensation.

#### La fongibilité
La fongibilité, prévue à l'article 1347-1 du Code civil (ancien article 1291 du Code civil), implique que la compensation n'a lieu qu'entre deux dettes qui ont pour même objet une somme d'argent, ou une certaine quantité de choses fongibles de la même espèce. Les choses fongibles sont interchangeables, de sorte que les deux créances le sont également, et peuvent se compenser. Sauf par réciprocité compensée.

#### La liquidité
La liquidité implique que la créance doit être déterminée dans son montant, et ne doit pas être contestée. Il est donc impossible de liquider une créance dont le montant n'est pas connu, et donc de la compenser. Il est possible de saisir un juge pour liquider une créance, et donc lui conférer la qualité manquante pour appliquer le jeu de la compensation judiciaire.

#### L'exigibilité
L'exigibilité impose que les deux créances à compenser doivent être toutes deux exigibles à un moment donné, pour respecter le terme stipulé dans l'intérêt du débiteur. La protection conférée par le délai de grâce n'a plus de raison d'être lorsque la compensation est possible : cette compensation peut donc intervenir avant l'expiration de ce délai de grâce.

### Les obstacles à la compensation

#### Les créances vitales
Les créances vitales ne peuvent faire l'objet d'une compensation, qu'elle soit légale, conventionnelle ou judiciaire. Ces créances insaisissables et nécessaires à la survie du créancier comprennent :
- les créances alimentaires (aliments, prestation compensatoire, etc.) ;
- les créances fiscales ;
- les créances de salaire.

#### Les droits des tiers
La compensation ne peut avoir lieu au préjudice de la protection des droits acquis des tiers, selon l'article 1298 du Code civil. Par ailleurs, le redressement judiciaire fait obstacle à la procédure de la compensation, car le jugement d'ouverture de la procédure vise à mettre à égalité tous les créanciers du failli.  Cependant, la connexité permet de faire jouer la compensation malgré la procédure de redressement.,

## Les effets de la compensation
La compensation opère de plein droit, même à l'insu du débiteur (article 1290).